# Anastrepha fraterculus
Anastrepha fraterculus är en tvåvingeart som först beskrevs av Christian Rudolph Wilhelm Wiedemann 1830.  Anastrepha fraterculus ingår i släktet Anastrepha och familjen borrflugor. Inga underarter finns listade i Catalogue of Life.